# Alex Party
Alex Party war ein italienisches House-Projekt der 1990er Jahre. Mitglieder waren die Brüder Paolo und Gianni Visnadi, Alex Natale und Robin „Shanie“ Campbell.

## Geschichte
Die Brüder Visnadi, auch bekannt als Produzenten von Livin’ Joy, und Alex Natale schrieben die Musik, die Texte steuerte Sängerin Shanie bei. Während der 1990er Jahre veröffentlichte das Dance-Projekt in regelmäßigen Abständen Singles, deren House-Sound in vielen Clubs gefragt war.
Die erste Chartnotierung gab es 1993 in Großbritannien für Saturday Night Party (Platz 49). Als die Platte 1994 wieder veröffentlicht wurde, diesmal als Saturday Night Party (Read My Lips), kam sie bis auf Position 29. Don’t Give Me Your Life wurde zunächst ein Dance-Hit auf Ibiza, dann rund um den Globus. 1995 erreichte der Track sogar Platz 5 in den US-Dance-Charts und einen zweiten Platz in den UK-Charts.

## Diskografie

### Alben
- 1996: Alex Party

### Singles
- 1993: Alex Party
- 1993: Alex Party 2
- 1993: Saturday Night Party
- 1994: Read My Lips
- 1994: Alex Party (Read My Lips)
- 1994: Don’t Give Me Your Life
- 1995: Wrap Me Up
- 1996: Megamix
- 1997: Simple Things (Platz 8 in den italienischen M&D-Charts[2])
- 1997: Read My Lips ’97
- 2000: U Gotta Be
- 2001: Perfect World (Gloria Gaynor vs. Alex Party)

## Auszeichnungen für Musikverkäufe
| Goldene Schallplatte - Australien - 1996: für die Single Wrap Me Up |

Anmerkung: Auszeichnungen in Ländern aus den Charttabellen bzw. Chartboxen sind in ebendiesen zu finden.
| Land/RegionAuszeichnungen für Musikverkäufe (Land/Region, Auszeichnungen, Verkäufe, Quellen) | Gold     | Platin | Verkäufe | Quellen     |
| -------------------------------------------------------------------------------------------- | -------- | ------ | -------- | ----------- |
| Australien (ARIA)                                                                            | Gold1    | —      | 35.000   | aria.com.au |
| Vereinigtes Königreich (BPI)                                                                 | Gold1    | —      | 400.000  | bpi.co.uk   |
| Insgesamt                                                                                    | 2× Gold2 | —      |          |             |